# Arjan Wisse
Arjan Wisse (Den Helder, 10 juni 1985) is een voormalig Nederlands profvoetballer. Hij speelde voor AZ Alkmaar en Stormvogels Telstar. Als international kwam Wisse uit voor het Nederlands jeugdelftal, waarmee hij actief was op het WK in 2005.
Wisse stond in eigen land bekend als een zeer beloftevolle linksbuiten, maar kon tijdens zijn korte loopbaan tussen 2004 en 2006 door langdurig blessureleed deze belofte nooit inlossen.

## Clubvoetbal

### AZ Alkmaar
Wisse speelde in de jeugdteams van WGW in Den Helder. Daar werd hij opgemerkt door AZ, waar hij in de jeugd terechtkwam. Wisse maakte in het seizoen Eredivisie 2003/04 zijn debuut in het eerste elftal in de wedstrijd tegen Roda JC. Hierin wist hij direct te scoren voor AZ, dat onder trainer Co Adriaanse een succesvol seizoen speelde. Met Jong-AZ werd Wisse in het seizoen 2004/05 clubtopscoorder en won hij eveneens met de Alkmaarders de Beloften Eerste Divisie. Ook werd hij met de hoofdselectie meegenomen naar Lissabon, waar hij als jeugdspeler op de bank plaatsnaam als reservespeler van AZ tijdens de halve finalewedstrijd van de UEFA Cup tegen Sporting Lissabon.
In het seizoen 2004/2005 kreeg AZ met Louis van Gaal een nieuwe trainer en kon Wisse rekenen op minder speeltijd. Er waren vele gegadigden om Arjan Wisse te huren. In goed overleg werd er vervolgens besloten de jonge aanvaller te verhuren aan Stormvogels Telstar. Na het vertrek van Co Adriaanse kwam de linksbuiten niet meer voor in de plannen van AZ. Hij speelde uiteindelijk zes duels voor AZ uit en scoorde daarin één doelpunt.

### Telstar
In Velsen werd hij herenigd met Luc Nijholt, zijn voormalige jeugdtrainer bij AZ. Op 12 augustus 2005 speelde hij zijn eerste wedstrijd voor de Velsenaren tegen VVV-Venlo (1-0 verlies).
Voor de Witte leeuwen speelde Wisse 27 duels waarin hij vier keer wist te scoren. Een jaar later keerde Wisse terug bij AZ.

### Einde carrière
In mei 2006 werd bekendgemaakt dat Wisse voor het seizoen 2006/07 verhuurd zou gaan worden aan HFC Haarlem. Wisse meldde zich niet bij de medische keuring en de deal ketste vervolgens op het laatste moment af vanwege privéomstandigheden. Een hardnekkige enkelblessure zorgde voor een verloren seizoen en weerhield hem zelfs om bij een amateurclub verder te kunnen voetballen. Zijn werkgever AZ bood hem als gevolg hiervan geen nieuw contract aan. Wisse was vervolgens in juni en juli 2007 op proef bij de Belgische Sint-Truidense VV en de Engelse voetbalclub Darlington FC, maar beide stages zouden tot niets uitlopen.
Na twee jaar afwezigheid in de voetballerij hoopte Wisse in 2008 om alsnog op 23-jarige leeftijd zijn rentree in het betaald voetbal te kunnen maken. HFC Haarlem nam de voormalige jeugdinternational op proef, maar Wisse zag uiteindelijk af van deze stage.
Na langdurig blessureleed keerde hij in 2009 terug naar de amateurs van FC Den Helder in zijn woonplaats Den Helder om daarna vanaf 2012 nog drie seizoen te gaan spelen bij derdeklasser VIOS-W uit Warmenhuizen. In januari 2015 stopt Wisse definitief met het beoefenen van veldvoetbal in selectieteams. Als recreant speelt Wisse zaalvoetbal met SZVV in Schagen.

## Interlandloopbaan

### Nederland −17
Op 8 oktober 2003 maakt hij zijn debuut in de jeugdteams van Oranje. Wisse scoorde direct tijdens zijn eerste interland voor Nederland −17.

### Nederland −19
Arjan Wisse werd in september 2003 door bondscoach Ruud Gullit opgeroepen voor de oefenwedstrijd van Nederland −19 tegen Stormvogels/Telstar (2-2). Hij maakte de nodige indruk en wist zelfs eenmaal te scoren. Hierop werd Wisse in oktober 2003 toegevoegd aan de Nederlandse selectie onder negentien jaar voor het EK-kwalificatietoernooi in Moldavië, waarin Wisse drie interlands zal spelen en waarin Jong-Oranje als uiteindelijke groepswinnaar zich zou plaatsen voor de tweede kwalificatieronde. In de tweede voorronde werd Nederland echter uitgeschakeld. Met Nederland -19 speelde Wisse in totaal zeven interlands.

### Nederland −20
In 2005 behoorde Wisse tot de Nederlandse selectie van bondscoach Foppe de Haan dat deelnam aan het Wereldkampioenschap voetbal onder de 20 jaar. Hier speelde hij samen met spelers als Ron Vlaar, Hedwiges Maduro, Ryan Babel en Ibrahim Afellay. Echter werd Nederland door middel van strafschoppen in de kwartfinale uitgeschakeld door Nigeria, dat met Taye Taiwo en John Obi Mikel over een zeer talentvol team beschikte.
| Interlands van Arjan Wisse met Jong-Nederland | Interlands van Arjan Wisse met Jong-Nederland | Interlands van Arjan Wisse met Jong-Nederland | Interlands van Arjan Wisse met Jong-Nederland | Interlands van Arjan Wisse met Jong-Nederland | Interlands van Arjan Wisse met Jong-Nederland |
| №                                             | Datum                                         | Wedstrijd                                     | Uitslag                                       | Type                                          | Doelpunten                                    |
| Als jeugdinternational bij Nederland -20      | Als jeugdinternational bij Nederland -20      | Als jeugdinternational bij Nederland -20      | Als jeugdinternational bij Nederland -20      | Als jeugdinternational bij Nederland -20      | Als jeugdinternational bij Nederland -20      |
| --------------------------------------------- | --------------------------------------------- | --------------------------------------------- | --------------------------------------------- | --------------------------------------------- | --------------------------------------------- |
| 1.                                            | 18-06-2005                                    | Nederland −20 - Benin −20                     | 1 – 0                                         | WK onder 20 2005                              | 0                                             |

## Statistieken
| Seizoen         | Club                  | Competitie      | Competitie | Competitie | Beker | Beker | Internationaal | Internationaal | Totaal | Totaal |
| Seizoen         | Club                  | Competitie      | Wed.       | Dlp.       | Wed.  | Dlp.  | Wed.           | Dlp.           | Wed.   | Dlp.   |
| --------------- | --------------------- | --------------- | ---------- | ---------- | ----- | ----- | -------------- | -------------- | ------ | ------ |
| 2003/04         | AZ Alkmaar            | Eredivisie      | 5          | 1          | 0     | 0     | –              | –              | 5      | 1      |
| 2004/05         | AZ Alkmaar            | Eredivisie      | 1          | 0          | 0     | 0     | 0              | 0              | 1      | 0      |
| Club totaal     | Club totaal           | Club totaal     | 6          | 1          | 0     | 0     | 0              | 0              | 6      | 1      |
| 2005/06         | → Stormvogels Telstar | Eerste divisie  | 34         | 4          | 1     | 0     | –              | –              | 28     | 4      |
| Club totaal     | Club totaal           | Club totaal     | 40         | 4          | 1     | 0     | –              | –              | 28     | 4      |
| Carrière totaal | Carrière totaal       | Carrière totaal | 40         | 5          | 1     | 0     | 0              | 0              | 40     | 5      |

- Nederland U-20: 7 interlands, 3 doelpunten.

## Erelijst

### In clubverband
Jeugd
- Kampioen Beloften Eerste Divisie: 2005 (AZ Alkmaar)